# Victor Marchetti
Victor Marchetti (1930) is een Amerikaans militair die in 1952 tijdens de Koude Oorlog door de veiligheidsdiensten werd aangesteld om te spioneren in de DDR. In 1952 werd hij lid van de CIA als Sovjet-Unie-specialist. Marchetti was de CIA-expert op het gebied van steun aan de Derde Wereld, met speciale aandacht voor de militaire leveringen van de Sovjet-Unie aan Cuba nadat het Kabinet Kennedy van het toneel verdween. 

## Afkeer van de CIA
Marchetti promoveerde in 1966 tot bijzonder assistent van de Chief of Planning Programming, and Budgeting en CIA-directeur Richard Helms. Binnen drie jaar trad Marchetti af (1969), gedesillusioneerd door het beleid en de praktijken van de CIA. In het boek The Rope Dancer uit 1971 publiceerde hij een uiteenzetting over dat onderwerp. 

## Kritisch auteur
Later bracht Marchetti samen met auteur John D. Marks nog meer kritische boeken over de CIA uit, zoals The CIA and the Cult of Intelligence (1973). Voordat dit boek gepubliceerd werd, eiste de CIA dat Marchetti 399 passages zou verwijderen, maar Marchetti wist dit te beperken tot 168 gecensureerde passages. De uitgever besloot het boek te publiceren met blanco bladzijden waar gecensureerde passages gestaan hadden en met beklaagde maar behouden passages in vetgedrukte letters. De publicatie van dit boek was een van de gebeurtenissen die hebben geleid tot de oprichting van het Church Committee, een commissie die de onderzoekswijzen van de CIA en de FBI onderzoekt op illegale methodes.

## De Kennedy-moord
In 1976 bracht Marchetti Foreign and Military Intelligence uit en in 1978 publiceerde hij een artikel over de moord op president Kennedy in Spotlight, de krant van de Liberty Lobby (een organisatie voor politieke voorspraak). Marchetti beweerde dat het United States House Select Committee on Assassinations (HSCA) een memo van de CIA uit 1966 onthuld had dat Howard Hunt, Frank Sturgis en Gerry Patrick Hemming noemde in verband met de moord op JFK. Marchetti beweerde daarbij dat Marita Lorenz aanbood om onder  ede hiervan te getuigen. 
In 1981 klaagde Hunt de Liberty Lobby en Marchetti aan voor laster en kreeg $650.000 schadevergoeding toegewezen. De Liberty Lobby ging echter in hoger beroep met advocaat Mark Lane en won het beroep in 1995. Lane schreef het boek Plausible Denial (1991) om het verloop van dat proces te beschrijven.
- Bibsys: 90374977
- Biblioteca Nacional de España: XX1355067
- Gemeinsame Normdatei: 12362861X
- International Standard Name Identifier: 0000 0001 2209 7454
- Library of Congress Control Number: n84012272
- Nationale Bibliotheek van Israël: 987007276215105171
- Nederlandse Thesaurus van Auteursnamen: 071289593
- Système universitaire de documentation: 075192705
- Virtual International Authority File: 27984056
- WorldCat: E39PBJtMjmxwF8yvMJXJRR4Dv3